# Mitrydates I Kallinikos
Mitrydates I Kallinikos (gr.: Μιθριδάτης Кαλλίνικος, Mithridátēs Kallínikos) (zm. ok. 70 p.n.e.) – trzeci król Kommageny z ormiańskiej dynastii Orontydów od ok. 100 p.n.e. do swej śmierci. Syn króla Kommageny Samosa Theosebesa Dikajosa i królowej Isias I.
Mitrydates przed wstąpieniem na tron poślubił księżniczkę syryjską Laodikę, córkę króla państwa Seleucydów Antiocha VIII Epifanesa Filometora Kallinikosa (Gryposa) i jego pierwszej żony Tryfajny, córki Ptolemeusza VIII Euergetesa, króla Egiptu. Ojcowie Mitrydatesa i Laodiki umówili się, by ich dzieci wzięły ślub, jako część przymierza pokoju między ich królestwami. Ok. r. 100 p.n.e. po śmierci króla Kommageny Samosa Theosebesa Dikajosa, syn objął tron jako Mitrydates I Kallinikos, a jego żona Laodika Thea Filadelf stała się królową. Mitrydates był poddany wpływom kultury greckiej. Jego przydomek Kallinikos znaczy „Wielki zwycięzca”. Ok. r. 86 p.n.e. żona urodziła mu jednego syna Antiocha, przyszłego króla Kommageny i zapewne dwie córki: Isias II Filostorgos, przyszłą żonę brata oraz Filadelfię.